# Lloth
Lloth es un personaje ficticio de la saga de novelas de fantasía Reinos Olvidados (un escenario de campaña concebido para el juego de rol Dungeons & Dragons). Se trata de la diosa principal de los drow, elfos oscuros habitantes de la Antípoda Oscura. También recibe los nombres de Lolth, la Reina Araña, Loth y Lot.
Deidad Intermedia
- Símbolo: Araña negra con rostro de elfa drow
- Plano Natal: Laberinto de los demonios
- Alineamiento: Caótico maligno
- Ámbito: asesinos, caos, oscuridad, drow, mal, arañas
- Adoradores: drows y elfos malvados, arañas inteligentes
- Dominios: Arácnido, Caos, Destrucción, Mal, Oscuridad
- Arma Predilecta: Una araña (daga)

## Trasfondo
Se trata de una diosa de alineación caótico maligno. Entre las prácticas de su culto está la obligación de la primera casa de la sociedad drow de hacer sacrificios en su honor.
Tiene a su servicio diversas criaturas del Abismo, que solo pueden ser convocadas de forma medianamente segura por las Sacerdotisas de Lloth de más alto rango, como las Madres Matronas que rigen cada casa o familia drow.
Cruel y caprichosa, Lloth representa el mal absoluto de los drow. Es maligna en su trato con otros y en la lucha es un ser frío y malicioso. Codicia el poder de las deidades adoradas por las razas de la superficie. Algunos creen que está loca, porque la reina de las Arañas lanza a sus propios seguidores los unos contra los otros en un enfrentamiento sin fin por la “posición”. Prospera con la muerte, la destrucción y la tortura, incluyendo la de aquellos adoradores suyos que la han disgustado. Aunque puede aparecer en la forma de una gigantesca araña viuda negra con ojos carmesí, la forma original de Lloth es la de una elfa drow de tamaño humano y exquisitamente hermosa.

### Historia de Lloth
Lloth fue una vez Aroshni, la consorte de Corelon Larethian y patrona de los artesanos, diosa del destino élfico y, posteriormente, por decreto de Corelon, la cuidadora de aquellos elfos que compartían sus hermosos rasgos oscuros. La Tejedora del Destino dio a su amante dos niños. Eilistrey y Vheron, antes de traicionarle e intentar invadir Arvandor junto con Ghonador, Malar y muchas otras deidades ahora caídas. Por sus crímenes Aroshni fue desterrada al Abismo en la forma de un demonio arácnido, donde tomó el nombre de Lloth. Como patrona original de los elfos oscuros, la Reina de las arañas se situó a sí misma como la gobernadora incuestionable del panteón drow. A veces Lloth encuentra conveniente aliarse con Loviatar y Malar y, desde la Era de los Trastornos algunas veces se enmascara como Moander, una anciana deidad de la podredumbre, la corrupción y la decadencia. Entre los enemigos de Lloth se incluye Seldarine (panteón élfico), Ghonador, Eilistrey y las deidades no drow de la Antípoda Oscura y Gruumsh.

### Culto a Lloth
El culto de Lloth exalta el miedo como forma de control, mientras que considera el amor y el respeto como blandos e inútiles. Los drow no creyentes deben ser convertidos o destruidos, y aquellos que dudan de la fe, castigados. Los débiles y rebeldes deben ser eliminados. Los drow varones, los esclavos y aquellos de otras razas que no profesan el culto a Lloth son sacrificios aceptables para la diosa. Los niños deben ser educados para adorar y temer a Lloth, y al menos una niña de cada familia debe dedicarse a su clero. Cuestionar los motivos o la sabiduría de Lloth es un pecado, como lo es auxiliar a los no drow contra los drow o ignorar las órdenes de Lloth por amor. Las arañas son sagradas y matar a una se castiga con la pena de muerte. Estos sagrados arácnidos proliferan por todas las ciudades Drow, así que evitar pisarlas se convierte en una ardua tarea. Todo drow que profese culto a otro dios es considerado como hereje y traidor, y el conocimiento de este factor por parte de la Regencia de la ciudad supone la condena a muerte del mismo.
El clero de Lloth es el gobernante, fuerza de la ley, juez, jurado y verdugo de la sociedad drow. Constituido únicamente por mujeres, basan su poder en el seguimiento de la cruel y caprichosa naturaleza de la propia Lloth, y manipulan a sus seguidores drow para que se comporten como su diosa. La meta última de toda clériga es alcanzar y conservar el favor de Lloth. Creen que los espíritus de aquellos que mueren en su gracia van al Laberinto de los Demonios, donde se convierten en yochlol y otras criaturas servidoras, mientras que las que no contaban con el favor de Lloth sufren tormento en algún otro plano (las almas condenadas pueden regresar algún día a Faerûn como serpientes o arañas, las creencias drow al respecto habitualmente cambian con el tiempo y el lugar). Aunque con frecuencia recompensa la traición y la crueldad, Lloth no ve con buenos ojos a aquellos que dejan que las rencillas personales y la venganza traigan derrotas o vergüenza a su Casa, clan, ciudad o banda.
Las Casas nobles drow tienen sus propios templos privados, y en cada ciudad drow gobernada por la Iglesia de Lloth hay al menos una gran zona de reunión abierta y pública para los grandes rituales, las llamadas a la batalla y demás. La mayoría de las ciudades también tienen un gran templo de la Reina Araña, utilizado para entrenar clérigas. En la ciudad drow de Menzoberranzan este es el papel de Arach-Tilinith.
La iglesia de Lloth es caótica en extremo, y tiene poca jerarquía formal más allá de la impuesta por los miembros más poderosos. Es una iglesia fuertemente moldeada por la voluntad de la diosa. En las ciudades drow gobernadas por sacerdotisas de la Reina Araña, como Menzoberranzan, la matrona de la casa más poderosa también es matrona de Arach-Tilinith, gobernada a través de un concilio de nobles dirigido por ella. En otras ciudades puede que no haya un único concilio de gobierno o un único clérigo gobernante. En la mayoría de los casos, la jerarquía de la iglesia está inextricablemente ligada a la teocracia asociada a la ciudad.
A pesar de su patente maldad o, probablemente, debido precisamente a ella, la Reina Araña es una divinidad generosa que se place en conceder preciosos dones y regalos en forma de encantamientos a aquellas de sus seguidoras que ruegan obtener una pizca de su poder para llevar a cabo sus planes, generalmente relacionados con la destrucción de otros seres, ya sea una raza ajena u otro drow que se interpone en los planes de la suplicante para escalar posiciones en su cruenta sociedad. Estos regalos son siempre recibidos como una bendición de Lloth y una muestra evidente de su favor o, cuanto menos, de su complacencia con los planes puntuales de la Matrona a la que los concede, si bien los dones que otorga esta maléfica diosa suponen siempre un peligro enorme para quienes lo reciben, pues el castigo por una administración incorrecta de estas "gracias" divinas suele ser la muerte en el mejor de los casos. El mayor favor que una Madre Matrona puede obtener de su diosa es el llamado Zin-Carla, mediante el cual la Matrona solicitante puede devolver a la vida el cadáver de un drow a cambio del sacrificio de otro, recuperando el cuerpo difunto todas las capacidades que poseyó en vida pero sometido a la voluntad de la beneficiaria del favor de Lloth. Es conocido el uso que de éste favor hizo la Matrona Malicia Do'Urden para devolver a la vida al difunto Maestro de Armas de su casa, Zaknafein Do'Urden, reconocido como mejor espadachín y guerrero de la ciudad de Menzoberranzan y antiguo amante de la Matrona Malicia, con el que ésta había concebido a Drizzt, célebre prófugo de la sociedad drow debido a su alto idealismo y unos sentimienos nobles que le habían sido inculcados por su maestro, padre y mentor. La Matrona Malicia fue víctima al tiempo que beneficiaria del Zin-Carla, puesto que el control nigromántico que mantuvo sobre su antiguo amante reanimado le permitió rastrear a su hijo rebelde por toda la Infraoscuridad hasta dar con él para obligarlo a luchar contra el que probablemente fuera el único elfo oscuro capaz de superar al propio Drizzt en combate, además de amigo y amante padre, pero también le robó décadas de juventud y belleza por cada minuto que pasaba sometiendo la voluntad del Maestro de Armas no muerto, quien finalmente logró deshacerse del control mental de la malvada Matriarca el tiempo suficiente como para destruir su cadáver reanimado lanzándose a un lago de ácido.
Los clérigos de Lloth rezan para sus conjuros después de despertarse del trance, o antes de volver a entrar en trance. Siempre son mujeres. Lloth requiere homenajes regulares de sus clérigos: sumisión en los rezos, además de ofrendas. La ayuda de Lloth requiere sacrificios, tradicionalmente la sangre de fieles drow o de enemigos capturados, vertida con un cuchillo con forma de araña cuyas ocho patas son cuchillas.
Lloth solo permite que se contacte directamente con ella cuando le apetece hacerlo. En los demás casos la llamada alcanza a sus sirvientes yochlols (demonios amorfos capaces de adoptar la forma de un elfo o una araña). Cuando Lloth está disgustada, envía a una yochlol o a un myrlokhar (un demonio arácnido de rango inferior) a atacar al clérigo.
La Reina de las arañas es la protagonista de leyendas terroríficas entre la mayoría de los habitantes de la superficie, y es vista prácticamente como un sinónimo de los enormemente temidos drow. Pocos elfos están siquiera dispuestos a discutir sobre sus parientes de las profundidades, por no hablar de la deidad oscura a la que culpan, en gran medida, por su depravación. Sólo los clérigos drow de Eilistrey están dispuestos a hablar de Lloth, y su furia por la esclavitud de su raza a ella excede incluso a la de las otras subrazas élficas. En la Infraoscuridad su iglesia es un mal muy conocido. Los enanos, los svirfneblis y otras razas la odian por la crueldad de sus clérigos. Los elfos oscuros que veneran a otras deidades malvadas, así como todos los varones drow que le rinden homenaje, vilipendian la iglesia de la Reina araña por su poder (aunque tomarían ese poder para ellos mismos si pudiesen).
- Datos: Q2617784